# 西川信春
西川 信春（にしかわ のぶはる、生没年不詳）とは、江戸時代の大坂の浮世絵師。

## 来歴
師系・経歴不明。天保2年（1831年）からその翌年にかけて、大坂で俳書の挿絵と役者絵を描いたことが知られるのみである。

## 作品
- 『新滑稽発句集』　※雑排集、天保2年刊行。素行堂松鱸撰、西川信春挿絵
- 「けいせい/御てん女中　岩井紫若」　大判錦絵　池田文庫所蔵　※天保3年、中の芝居の所作事『希露恵秋草』より。「しろき歯に　きぬをきせたる　長夜哉　紫若」の句あり
- 「子もり/白拍子　岩井紫若」　大判錦絵　池田文庫所蔵　※同上。「酔ふとても　色香は薄し　ことし酒　紫若」の句あり
- 「牛若丸・岩井紫若　僧正坊・片岡仁左衛門」　大判錦絵　池田文庫所蔵　※同上。「登られし　名も有ものを　天狗たけ　我童」の句あり